# Bruno Gaburro
Bruno Gaburro (Rivergaro, 5 giugno 1939) è un regista e sceneggiatore italiano.

## Biografia
Fotografo, attore, assistente del documentarista bresciano Achille Rizzi, dirige a vent'anni il suo primo documentario: 25 secondi. Entra nel cinema come sceneggiatore e fotografo di scena. Nel 1968 debutta con il film drammatico Ecce Homo - I sopravvissuti, anticipatore di un filone poi denominato postatomico. Fanno seguito Peccati in famiglia e Il letto in piazza. Negli anni novanta dirige Abbronzatissimi e Abbronzatissimi 2 - Un anno dopo. Gli ultimi lavori sono stati cinque fiction televisive. In carriera ha firmato diversi suoi lavori con gli pseudonimi Marco Sole, Alex Romano, Bob Singer, Joe Brenner e Alex Damiano.
Nel saggio Luce rossa di Franco Grattarola e Andrea Napoli (Iacobelli,  2014), gli vengono accreditati alcuni hardcore, girati sotto pseudonimo o proprio non firmati, tra cui il 'celebre' Non stop sempre buio in sala con Paola Senatore del 1985 sebbene il regista abbia sempre negato di averne diretti.

## Vita privata
È padre dell'attrice Barbara Blanc, nata dalla sua unione con Erika Blanc.

## Filmografia

### Regista

#### Cinema
- Vedove inconsolabili in cerca di... distrazioni (1968)
- Ecce Homo - I sopravvissuti (1968)
- I figli di nessuno (1974)
- Peccati in famiglia (1975)
- Il letto in piazza (1975)
- Cameriera senza... malizia (1980 - non accreditato)[2]
- La locanda della maladolescenza (1980) - accreditato come Marco Sole
- Fiamma d'amore (1983)
- Malombra (1984)
- Maladonna (1984)
- Il peccato di Lola (1985)
- Penombra (1986)
- Oggetto sessuale (1987)
- La morte è di moda (1989)
- Spogliando Valeria (1989)
- Casa di piacere (1989)
- Alcune signore per bene (1990)
- Abbronzatissimi (1991)
- Abbronzatissimi 2 - Un anno dopo (1993)
- Rose rosse per una squillo (1993) - non accreditato, co-regia con Pino Buricchi
- I giorni perduti (2006)

#### Televisione
- Come quando fuori piove – film TV (1998)
- Il cielo può attendere – film TV (2005)
- Prima della felicità – film TV (2010)
- Un angelo all'inferno – film TV (2014)

### Sceneggiatore

#### Cinema
- Ecce Homo - I sopravvissuti, regia di Bruno Gaburro (1968)
- I figli di nessuno, regia di Bruno Gaburro (1974)
- Peccati in famiglia, regia di Bruno Gaburro (1974)
- La locanda della maladolescenza, regia di Bruno Gaburro (1980)
- Abbronzatissimi 2 - Un anno dopo, regia di Bruno Gaburro (1993)

#### Televisione
- Un angelo all'inferno, regia di Bruno Gaburro – film TV (2012)